# 戴维·怀特
戴维·怀特（英語：David Wight，1934年7月28日—2017年11月9日），美国前男子赛艇运动员。他曾代表美国参加1956年夏季奥林匹克运动会赛艇比赛，获得男子八人单桨有舵手金牌。